# Rättegången mot Kataloniens självständighetsledare
| Rättegången mot Kataloniens självständighetsledare |
| --- |
| Spaniens högsta domstol. - Plats – Spaniens högsta domstol - Tidpunkt – 30 oktober 2017–14 oktober 2019 - Namnet på målet – Causa Especial número: 20907/2017 del Tribunal Supremo de España - Åtal – mot 18 politiker och aktivister relaterade till utropandet av Republiken Katalonien och dess förspel - Domare – Manuel Marchena (ordförande), Antonio de Moral García, Luciano Varela, Andrés Martínez Arrieta, Juan Ramón Berdugo Gómez de la Torre, Ana María Ferrer García, Andrés Palomo del Arco - Relaterade artiklar – Operation Anubis, Folkomröstningen 2017, Spaniens konstitutionella kris 2017–2018 |

Rättegången mot Kataloniens självständighetsledare, officiellt benämnd Causa especial 20907/2017 vid Spaniens högsta domstol, var en rättegång mot 18 katalanska politiker och aktivister med koppling till Folkomröstningen 2017 om Kataloniens självständighet och utropandet av Republiken Katalonien. Den inleddes 12 februari 2019 i Spaniens högsta domstol i Madrid.
De åtalade inkluderade nästan alla medlemmarna ur Carles Puigdemonts regionregering, de politiska aktivisterna Jordi Sànchez och Jordi Cuixart, Kataloniens parlaments förra talman Carme Forcadell och ett antal parlamentsledamöter. Rättegången hade föregåtts av en process mellan oktober 2017 och juli 2018, där domaren Pablo Llarena samlat grund till åtal mot de 18 personerna. Av de 18 skulle sex åtalade dömas i Kataloniens överdomstol; ytterligare fyra politiker och tjänstemän döms i den separata Audiencia Nacional.
Många åtalade hade sedan inledningen av åtalsprocessen hållits i fängsligt förvar utan möjlighet till borgen. Kritik har kommit från flera håll rörande längden på de yrkade fängelsedomarna enligt åtalet.
14 oktober 2019 meddelades domarna på mellan 9 och 13 års fängelse, för uppvigling, alternativt ohörsamhet och/eller misshushållning (förskingring) med allmänna medel; tre av de åtalade fick dock mildare domar. Åtalen för uppror (med maxstraff på upp till 25 års fängelse) ogillades dock, sedan rätten menat att åklagarna inte kunnat visa att de åtalade gjort sig skyldiga till våldsamheter eller uppmuntrat till våld. 23 juni 2021 benådades de nio fängelsedömda politikerna av Spaniens premiärminister Pedro Sánchez, tre till fyra år efter frihetsberövandet av dem.
I november 2023 förbereddes en allmän amnesti för alla – inklusive Carlos Puidemont – de åtalade katalanska politikerna. Detta skedde efter att den PSOE-ledda spanska regeringen förhandlat fram stöd för sin regeringen från flera katalanska partier i parlamentet.

## Processens förlopp

### Bakgrund
Rättegången var föranledd av en längre tids politisk oenighet mellan Spaniens styrande och de styrande i den autonoma spanska regionen Katalonien. Motsättningarna skärptes runt 2011, efter att  Spaniens högsta domstol och det ledande spanska partiet Partido Popular gemensamt kringskurit de redan framförhandlade nya autonomistatuterna för regionen Katalonien. Därefter inleddes en process i Katalonien, där allt fler arbetade för ett rent självständigt Katalonien. En egenutlyst regional folkomröstning 2014 följdes av regionala styren med katalansk självständighet som uttalat mål. 1 oktober 2017 genomfördes en folkomröstning om regionens självständighet, med varken lågt eller högt valdeltagande, med klart utfall för självständighet och ett antal spanska polisingripanden för att hindra det hela. Senare samma månad valde den regerande katalanska regionkoalitionen att låta utropa den självständiga Republiken Katalonien, något som direkt ogiltigförklarades av Spaniens senat.
Därefter inleddes åtalsprocesser mot ett antal av de katalanska politikerna och aktivisterna som var inblandade i självständighetsprocessen. Några – inklusive Carles Puigdemont – valde att gå i landsflykt, medan många andra på ledande poster sattes i fängsligt skyddsförvar inför en kommande rättegång. De har delar av tiden tillbringat sin fängelsetid på anstalter kring Madrid, senare på anstalter i Katalonien. Under tiden fram till försommaren 2018 var Kataloniens autonomi upphävd och ersatt med direktstyre från Madrid.

### Rättegången och domarna
Rättegången inleddes den 12 februari 2019 med förhör. Dessa pågick under vårens lopp, med mindre avbrott, med hörda vittnesmål från åklagar- respektive försvarssidan. Domarna mot de åtalade i högsta domstolen offentliggjordes 14 oktober 2019.
I domslutet den 14 oktober dömdes de åtalade till mellan 9 och 13 års fängelse. Domarna gäller för uppvigling, alternativt ohörsamhet och/eller misshushållning med allmänna medel. Åtalen för uppror ogillades dock, sedan rätten menat att åklagarna inte kunnat visa att de åtalade gjort sig skyldiga till våldsamheter.
Redan den 12 oktober (Spaniens nationaldag) publicerade dagstidningen El Mundo förhandsbesked på domarna, där det avslöjades att de sju HD-domarna efter fyra månaders överläggningar enats om att döma nio av de tolv åtalade till fängelse för uppvigling. Dessa nio åtalade var före detta vicepresident Oriol Junqueras, före detta regionministrarna Joaquim Forn, Jordi Turull, Josep Rull, Dolors Bassa och Raül Romeva samt före detta talmannen i Kataloniens parlament Carme Forcadell och de två ledande aktivisterna Jordi Cuixart och Jordi Sànchez. Där meddelades också att man även dömde talmannen och ex-medlemmarna (alla utom de två sistnämnda) av Kataloniens regering för misshushållning med allmänna medel, i samband med planläggandet av den olagliga folkomröstningen. De tre övriga åtalade – ex-ministrarna Santi Vila, Meritxell Borràs och Carles Mundó – dömdes endast för ohörsamhet.
När domsluten till slut kom två dagar senare, slogs det fast att domstolen utdömde straff för uppvigling och misshushållning av allmänna medel åt alla de åtalade politikerna och straff för uppvigling åt de två ledande aktivisterna:
- Oriol Junqueras: 13 års fängelse och förbud mot innehav av offentligt ämbete, för uppvigling och misshushållning med allmänna medel.
- Raül Romeva, Jordi Turull och Dolors Bassa: 12 års fängelse och förbud mot innehav av offentligt ämbete, för uppvigling och misshushållning med allmänna medel.
- Carme Forcadell: 11 ½ års fängelse och förbud mot innehav av offentligt ämbete, för uppvigling och misshushållning med allmänna medel.
- Joaquim Forn och Josep Rull: 10 ½ års fängelse och förbud mot innehav av offentligt ämbete, för uppvigling. Dessa tre dömdes därmed inte för misshushållning med allmänna medel.
- Jordi Sánchez och Jordi Cuixart: 9 års fängelse, för uppvigling.
- Santi Vila, Carles Mundó och Meritxell Borràs: 10 månaders dagsböter och 20 månaders förbud mot innehav av offentligt ämbete, för ohörsamhet.

Rätten avstod från att utdöma enligt artikel 36.3 i den spanska rättsbalken. Därmed omöjliggörs en placering av de dömda på öppen anstalt.
Domarna kan överklagas till Spaniens författningsdomstol, ifall de dömda kan visa att deras grundläggande rättigheter blivit åsidosatta. Man kan även överklaga domarna till Europadomstolen för mänskliga rättigheter i Strasbourg.

## Åtalande och åtalade

### Målsägarsidan
Målsägarsidan utgjordes av Spaniens riksåklagarämbete, Spaniens statsadvokat (abogacía del estado) samt – via ett enskilt åtal (spanska: acusación popular) – det högerextrema spanska partiet Vox. Vox medverkan i rättegången var kontroversiell. Den godkändes dock av domstolen, efter att partiet betalat en deposition på 20 000 euro samt framlagt sitt åtal där de hävdat att den "bindande" folkomröstningen innebar ett klart brott mot Spaniens författning. Sammanlagt yrkade Vox 700 år i fängelse för de åtalade, vilket var avsevärt mer än de två statliga målsägarinstanserna. Vox deltagande i rättegången sågs av vissa som en extra kraft mot försvarets (påstådda) försök att politisera rättegången, samtidigt som partiet i målet fick ett skyltfönster som skulle kunna utnyttjas för egen politisk vinning.

### De åtalade
18 personer åtalades enligt detta brottmål. 12 av dessa stod inför åtal vid Spaniens högsta domstol, medan övriga hörs vid Kataloniens överdomstol.
| Åtalad ämbete (försvarsadvokat)                                                            | Bild | Åtal från Spaniens riksåklagare | Åtal från Spaniens statsadvokat | Åtal från det politiska partiet Vox | Domar |
| Åtalad ämbete (försvarsadvokat)                                                            | Bild | • Åtalspunkter ° Yrkad påföljd | • Åtalspunkter ° Yrkad påföljd | • Åtalspunkter ° Yrkad påföljd | Domar |
| ------------------------------------------------------------------------------------------ | ---- | --- | --- | --- | --- |
| Dolors Bassa(es) Kataloniens social-, arbetsmarknads- och familjeminister (Mariano Bergés) |      | - Uppror - Misshushållning med allmänna medel ° 16 års fängelse och förbud mot innehav av offentligt ämbete                                              | - Uppvigling - Misshushållning med allmänna medel ° 11 år och 6 månaders fängelse och förbud mot innehav av offentligt ämbete                            | - Uppror - Stämpling till brott - Misshushållning med allmänna medel ° 74 års fängelse | ° 12 års fängelse och förbud mot innehav av offentligt ämbete • för uppvigling och misshushållning med allmänna medel   |
| Meritxell Borràs(es) Kataloniens administrations- och bostadsminister (Judit Gené)         |      | - Ohörsamhet - Misshushållning med allmänna medel ° 7 års fängelse och 16 års förbud mot innehav av offentligt ämbete ° 10 månaders dagsböter à 100 euro | - Uppvigling - Misshushållning med allmänna medel ° 7 års fängelse och 10 års förbud mot innehav av offentligt ämbete ° 10 månaders dagsböter à 100 euro | - Stämpling till brott - Ohörsamhet - Misshushållning med allmänna medel ° 24 års fängelse och 2 års förbud mot innehav av offentligt ämbete ° 108 000 euro i böter                        | ° 10 månaders dagsböter samt 20 månaders förbud mot innehav av offentligt ämbete • för ohörsamhet                       |
| Jordi Cuixart(es) Ordförande för Òmnium Cultural (Marina Roig och Benet Salellas)          |      | - Uppror - Misshushållning med allmänna medel ° 17 års fängelse och förbud mot innehav av offentligt ämbete                                              | - Uppvigling ° 8 års fängelse och förbud mot innehav av offentligt ämbete                                                                                | - Uppror (två åtalspunkter) - Uppvigling (två åtalspunkter) - Stämpling till brott ° 52 års fängelse                                                                                       | ° 9 års fängelse • för uppvigling                                                                                       |
| Carme Forcadell Talman i Kataloniens parlament (Olga Arderiu och Josep Orilla)             |      | - Uppror ° 17 års fängelse och förbud mot innehav av offentligt ämbete                                                                                   | - Uppvigling - Misshushållning med allmänna medel ° 10 års fängelse och förbud mot innehav av offentligt ämbete                                          | - Uppror (två åtalspunkter) - Uppvigling (två åtalspunkter) - Stämpling till brott - Ohörsamhet ° 52 års fängelse och 2 års förbud mot innehav av offentligt ämbete ° 108 000 euro i böter | ° 11 ½ års fängelse och förbud mot innehav av offentligt ämbete • för uppvigling och misshushållning med allmänna medel |
| Joaquim Forn(es) Kataloniens inrikesminister (Xavier Melero)                               |      | - Uppror - Misshushållning med allmänna medel ° 16 års fängelse och förbud mot innehav av offentligt ämbete                                              | - Uppvigling - Misshushållning med allmänna medel ° 11 år och 6 månaders fängelse och förbud mot innehav av offentligt ämbete                            | - Uppror - Stämpling till brott - Misshushållning med allmänna medel ° 74 års fängelse | ° 10 ½ års fängelse och förbud mot innehav av offentligt ämbete • för uppvigling                                        |
| Oriol Junqueras(es) Kataloniens vicepresident (Andreu Van den Eynde)                       |      | - Uppror - Misshushållning med allmänna medel ° 25 års fängelse och förbud mot innehav av offentligt ämbete                                              | - Uppvigling - Misshushållning med allmänna medel ° 12 års fängelse och förbud mot innehav av offentligt ämbete                                          | - Uppror - Stämpling till brott - Misshushållning med allmänna medel ° 74 års fängelse | ° 13 års fängelse förbud mot innehav av offentligt ämbete • för uppvigling och misshushållning med allmänna medel       |
| Carles Mundó(es) Kataloniens justitieminister (Olga Arderiu Ripoll och Josep Orilla)       |      | - Ohörsamhet - Misshushållning med allmänna medel ° 7 års fängelse och 16 års förbud mot innehav av offentligt ämbete ° 10 månaders dagsböter à 100 euro | - Uppvigling - Misshushållning med allmänna medel ° 7 års fängelse och 10 års förbud mot innehav av offentligt ämbete ° 10 månaders dagsböter à 100 euro | - Stämpling till brott - Ohörsamhet - Misshushållning med allmänna medel ° 24 års fängelse och 2 års förbud mot innehav av offentligt ämbete ° 100 000 euro i böter                        | ° 10 månaders dagsböter samt 20 månaders förbud mot innehav av offentligt ämbete • för ohörsamhet                       |
| Raül Romeva(es) Kataloniens utrikesminister (Andreu Van Den Eynde)                         |      | - Uppror - Misshushållning med allmänna medel ° 16 års fängelse och förbud mot innehav av offentligt ämbete                                              | - Uppvigling - Misshushållning med allmänna medel ° 11 år och 6 månaders fängelse och förbud mot innehav av offentligt ämbete                            | - Uppror - Stämpling till brott - Misshushållning med allmänna medel ° 74 år i fängelse | ° 12 års fängelse och förbud mot innehav av offentligt ämbete • för uppvigling och misshushållning med allmänna medel   |
| Josep Rull(es) Kataloniens planerings- och resurshushållningsminister (Jordi Pina)         |      | - Uppror - Misshushållning med allmänna medel ° 16 års fängelse och förbud mot innehav av offentligt ämbete                                              | - Uppvigling - Misshushållning med allmänna medel ° 11 år och 6 månaders fängelse och förbud mot innehav av offentligt ämbete                            | - Uppror - Stämpling till brott - Misshushållning med allmänna medel ° 74 års fängelse | ° 10 ½ års fängelse och förbud mot innehav av offentligt ämbete • för uppvigling                                        |
| Jordi Sànchez(es) Ordförande i Assemblea Nacional Catalana (Jordi Pina)                    |      | - Uppror - Misshushållning med allmänna medel ° 17 års fängelse och förbud mot innehav av offentligt ämbete                                              | - Uppvigling ° 8 års fängelse och förbud mot innehav av offentligt ämbete                                                                                | - Uppror (två åtalspunkter) - Uppvigling (två åtalspunkter) - Stämpling till brott ° 52 års fängelse                                                                                       | ° 9 års fängelse • för uppvigling                                                                                       |
| Jordi Turull(es) Talesperson för Kataloniens presidentskap och regering (Jordi Pina)       |      | - Uppror - Misshushållning med allmänna medel ° 16 års fängelse och förbud mot innehav av offentligt ämbete                                              | - Uppvigling - Misshushållning med allmänna medel ° 11 år och 6 månaders fängelse och förbud mot innehav av offentligt ämbete                            | - Uppror - Kriminell förberedelse - Misshushållning med allmänna medel ° 74 års fängelse                                                                                                   | ° 12 års fängelse och förbud mot innehav av offentligt ämbete • för uppvigling och misshushållning med allmänna medel   |
| Santi Vila Kataloniens kulturminister (Joan Segarra)                                       |      | - Ohörsamhet - Misshushållning med allmänna medel ° 7 års fängelse och 16 års förbud mot innehav av offentligt ämbete ° 10 månaders dagsböter à 100 euro | - Misshushållning med allmänna medel ° 7 års fängelse och 10 års förbud mot innehav av offentligt ämbete                                                 | - Stämpling till brott - Ohörsamhet - Misshushållning med allmänna medel ° 24 års fängelse och 2 års förbud mot innehav av offentligt ämbete ° 108 000 euro i böter                        | ° 10 månaders dagsböter samt 20 månaders förbud mot innehav av offentligt ämbete • för ohörsamhet                       |

### Åtalspunkterna
För nio av de åtalade yrkar riksåklagaren uppror som del av åtalet. Denna brottsrubricering är kontroversiell, eftersom uppror förutsätter att någon använt sig av våld eller hot om våld. Den katalanska självständighetsrörelsen har under hela självständighetsprocessen varit uttalat pacifistisk. Tyskland vägrade också att åtlyda Spaniens arresteringsorder via Europol och utlämna Carles Puigdemont till Spanien, eftersom en tysk domstol underkänt det rättsliga underlag som syftade på uppror. Eftersom Spanien ville behålla denna grövre åtalspunkt i åtalen mot Puigdemont och de andra fängslade katalanska politikerna, beslöt man att inte låta utlämna Puigdemont på den lägre åtalsgraden för misshushållning med (förskingring av) allmänna medel.

## Övriga processer
Ytterligare personer blev åtalade på grund av inblandning i självständighetsprocessen 2017. Det gällde medlemmar av det dåvarande presidiet i regionparlamentet, liksom höga tjänstemän inom den regionala polismyndigheten Mossos d'Esquadra.

### Kataloniens överdomstol
Vid sidan av regionparlamentets talman Carme Forcadell åtalades även resten av regionparlamentets presidium, för att ha vägrat hörsamma konstitutionsdomstolens beslut runt den politiska processen i Katalonien. Spaniens högsta domstol valde dock att låta den regionala överdomstolen i Katalonien ta hand om åtalet mot dessa De sex var:
- Ramona Barrufet, tidigare fjärdesekretarare i presidiet i Kataloniens parlament.
- Mireya Boya, tidigare gruppledare för CUP i Kataloniens parlament.
- Lluís Corominas, tidigare gruppledare för Junts pel Sí i Kataloniens parlament.
- Lluís Guinó, tidigare första vice talman i Kataloniens parlament.
- Joan Josep Nuet, tidigare tredjesekreterare i Kataloniens parlament.
- Anna Simó, tidigare förstesekreterare i Kataloniens parlament.

Åtalet mot dess inkluderade främst ohörsamhet, med som minst ett yrkat straff på 20 månaders förbud mot innehav av offentligt ämbete samt 30 000 euro i böter. Undantaget var Joan Josep Nuet, där det yrkade ämbetsförbudet gäller 16 månader.
Den pågående rättsprocessen mot de ovanstående lades våren 2020 tillfälligt på is, på grund av den pågående coronavisuspandemin. Domstolsförhandlingarna återupptogs senare, och 19 oktober samma år förkunnades domsluten mot fem av dessa. Alla utom Boya och Nuet dömdes till 209 månaders förbud mot innehav av offentlgt ämbete, liksom individuella böter på 30 000 euro.
Boya frikändes samtidigt, eftersom hon inte fått ett personligt direktiv från konstitutionsdomstolen (som hon skulle ha vägrat hörsamma). Målet mot Nuet flyttades däremot över till ett senare avgörande hos Spaniens HD, eftersom han sedan dess valts in som ledamot av Spaniens kongress.

### Audiencia Nacional
Åklagaren i den nationella spanska rättsinstansen Audiencia Nacional yrkade fängelse för fyra tidigare ledande tjänstemän i Mossos d'Esquadra. Dessa var:
- Josep Lluís Trapero, tidigare major och högste chef över organisationen.
- Pere Soler, tidigare generaldirektör över fångvårdern och direktör i Mossos d'Esquadra.
- Cèsar Puig, tidigare generalsekreterare på Kataloniens inrikesdepartement.
- Teresa Laplana, tidigare distriktschef för Mossos d'Esquadra över Eixample.

De tre förstnämnda åtalades ursprungligen för uppror, med yrkanden på 11 års fängelse och förbud mot innehav av offentligt ämbete. Laplana åtalades för uppvigling med yrkande på 4 års fängelse och 11 års förbud mot innehav av offentligt ämbete. Åklagarsidan menade att de fyra utfärdat order åt sina underlydande för att gynna den separatiska agendan hos regionregeringen, medan de åtalades försvarare hävdade att Mossos (inklusive dess chefer) alltid verkat för att uppfylla rättsväsendets beslut.
Rättsprocessen försenades av 2020 års coronaviruspandemi, och i juni 2020 återupptogs rättssaken mot de ovanstående. Åtminstone den förstnämnde åtalades nu "endast" för uppvigling, i linje med domsluten mot de åtalade självständighetsledarna. Domstolförhandlingarna avslutades den 17 juni.
Domslutet föll den 21 oktober 2020. Domstolen frikände där alla de fyra åtalade, eftersom det inte kunde bevisas att Trapero – eller någon av de andra – konspirerat tillsammans med Carles Puigdemont regionregering, i syfte att uppnå självständighet (för Katalonien). Därför ogillades åklagarens båda åtal för uppvigling respektive ohörsamhet.
Domstolen var dock inte enhällig. Det mesta tydde på att rättens ordförande, Concepción Espejel, anmälde avvikande åsikt.

## Rättegångens efterspel, benådning
Efter domsluten utfärdade Spanien på nytt en internationell arresteringsorder om att lämna ut Kataloniens tidigare regionpresident Carles Puigdemont; han är sedan 2017/2018 i exil i belgiska Waterloo (tidigare i Tyskland). Den tidigare spanska arresteringsordern på honom drogs tillbaka, sedan en tysk domstol beslutat att man endast kunde lämna ut honom om Spanien strök "uppror" från arresteringsordern. En sådan åtgärd av Spanien hade inneburit att man i Spanien inte kunnat åtala någon av de katalanska politikerna för just uppror.
Domarna fick direkt inverkan på november månads extrautlysta spanska parlamentsval (det fjärde på fyra år), där sex av de dömda politikerna planerade att ställa upp som kandidater.
Efter domsluten genomfördes demonstrationer till förmån för de dömda i bland annat Barcelona, och många hörsammade en allmän uppmaning till generalstrejk. Dessutom utbröt kravaller, och vissa grupper lamslog delar av trafiken på Barcelona-El Prat-flygplatsen.
Senare har de nio som dömts till fängelse tidvis fått möjlighet till begränsande permissioner från fängelsevistelsen. 23 juni 2021 benådade premiärminister Sánchez de nio, 1345 dagar efter fängslandet av de första två av dem – Jordi Cuixart och Jordi Sànchez.